# Campeonato Mundial de Atletismo em Pista Coberta de 1991
O Campeonato Mundial de Atletismo em Pista Coberta de 1991 foi a 4ª edição da competição, e ocorreu entre 8 e 10 de março de 1991 no Palacio Municipal de Deportes San Pablo em Sevilha, Espanha.

## Medalhistas

### Masculino
| Evento                      | Ouro                                                                  | Ouro     | Prata                                                                         | Prata    | Bronze                                                              | Bronze   |
| 60m detalhes                | USA Andre Cason                                                       | 6s54     | GBR Linford Christie                                                          | 6s55     | NGR Chidi Imo                                                       | 6s60     |
| 200m detalhes               | BUL Nikolay Antonov                                                   | 20s67    | GBR Linford Christie                                                          | 20s72    | GBR Ade Mafe                                                        | 20s92    |
| 400m detalhes               | JAM Devon Morris                                                      | 46s17    | KEN Samson Kitur                                                              | 46s21    | ESP Cayetano Cornet                                                 | 46s52    |
| 800m detalhes               | KEN Paul Ereng                                                        | 1m47s08  | ESP Tomás de Teresa                                                           | 1m47s82  | CAN Simon Hoogewerf                                                 | 1m47s88  |
| 1500m detalhes              | ALG Noureddine Morceli                                                | 3m41s57  | ESP Fermín Cacho                                                              | 3m42s68  | POR Mário Silva                                                     | 3m43s85  |
| 3000m detalhes              | IRL Frank O'Mara                                                      | 7m41s14  | MAR Hammou Boutayeb                                                           | 7m43s64  | GBR Robert Denmark                                                  | 7m43s90  |
| 60m com barreiras detalhes  | USA Greg Foster                                                       | 7s45     | URS Igors Kazanovs                                                            | 7s47     | CAN Mark McKoy                                                      | 7s49     |
| 4x400m detalhes             | GER Alemanha Rico Lieder Jens Carlowitz Karsten Just Thomas Schönlebe | 3:03.05  | USA Estados Unidos Raymond Pierre Charles Jenkins Andrew Valmon Antonio McKay | 3:03.24  | ITA Itália Marco Vaccari Vito Petrella Alessandro Aimar Andrea Nuti | 3:05.51  |
| Salto em distância detalhes | GER Dietmar Haaf                                                      | 8,15 m   | CUB Jaime Jefferson                                                           | 8,04 m   | ITA Giovanni Evangelisti                                            | 7,93 m   |
| Salto triplo detalhes       | URS Igor Lapshin                                                      | 17,31 m  | URS Leonid Voloshin                                                           | 17,04 m  | SWE Tord Henriksson                                                 | 16,80 m  |
| Salto em altura detalhes    | USA Hollis Conway                                                     | 2,40 m   | POL Artur Partyka                                                             | 2,37 m   | CUB Javier Sotomayor URS Aleksey Yemelin                            | 2,31 m   |
| Salto com vara detalhes     | URS Sergey Bubka                                                      | 6,00 m   | URS Viktor Ryzhenkov                                                          | 5,80 m   | FRA Ferenc Salbert                                                  | 5,70 m   |
| Arremesso de peso detalhes  | SUI Werner Günthör                                                    | 21,17 m  | AUT Klaus Bodenmüller                                                         | 20,42 m  | USA Ron Backes                                                      | 20,06 m  |
| Marcha 5 km detalhes        | URS Mikhail Shchennikov                                               | 18m23s55 | ITA Giovanni De Benedictis                                                    | 18m23s60 | URS Frants Kostyukevich                                             | 18m47s05 |

### Feminino
| Evento                      | Ouro                                                                       | Ouro     | Prata                                                                          | Prata    | Bronze                                                                    | Bronze   |
| 60m detalhes                | URS Irina Sergeyeva                                                        | 7s02     | JAM Merlene Ottey                                                              | 7s08     | CUB Liliana Allen                                                         | 7s12     |
| 200m detalhes               | JAM Merlene Ottey                                                          | 22s24    | URS Irina Sergeyeva                                                            | 22s41    | GER Grit Breuer                                                           | 22s58    |
| 400m detalhes               | USA Diane Dixon                                                            | 50s64    | ESP Sandra Myers                                                               | 50s99    | SUI Anita Protti                                                          | 51s41    |
| 800m detalhes               | GER Christine Wachtel                                                      | 2m01s51  | ROU Violeta Beclea                                                             | 2m01s75  | ROU Ella Kovacs                                                           | 2m01s79  |
| 1500m detalhes              | URS Lyudmila Rogachova                                                     | 4m05s09  | TCH Ivana Kubešová                                                             | 4m06s22  | SUI Tudorita Chidu                                                        | 4m06s27  |
| 3000m detalhes              | FRA Marie-Pierre Duros                                                     | 8m50s69  | ROU Margareta Keszeg                                                           | 8m51s51  | URS Lyubov Kremlyova                                                      | 8m51s90  |
| 60m com barreiras detalhes  | URS Lyudmila Narozhilenko                                                  | 7s88     | FRA Monique Éwanjé-Épée                                                        | 7s90     | CUB Aliuska López URS Lydia Yurkova                                       | 8s03     |
| 4x400m detalhes             | GER Alemanha Sandra Seuser Katrin Schreiter Annett Hesselbarth Grit Breuer | 3:27.22  | URS Marina Shmonina Lyudmila Dzhigalova Margarita Ponomaryova Aelita Yurchenko | 3:27.95  | USA Estados Unidos Terri Dendy Lillie Leatherwood Jearl Miles Diane Dixon | 3:29.00  |
| Salto em distância detalhes | URS Larisa Berezhnaya                                                      | 6,84 m   | GER Heike Drechsler                                                            | 6,82 m   | ROU Marieta Ilcu                                                          | 6,74 m   |
| Salto em altura detalhes    | GER Heike Henkel                                                           | 2,00 m   | URS Tamara Bykova                                                              | 1,97 m   | GER Heike Balck                                                           | 1,94 m   |
| Arremesso de peso detalhes  | CHN Sui Xinmei                                                             | 20,54 m  | CHN Huang Zhihong                                                              | 20,33 m  | URS Natalya Lisovskaya                                                    | 20,00 m  |
| Marcha 3 km detalhes        | GER Beate Anders                                                           | 11m50s90 | AUS Kerry Saxby-Junna                                                          | 12m03s21 | ITA Ileana Salvador                                                       | 12m07s67 |

## Quadro de medalhas
| Ordem | País            |    |    |    |    |
| 1     | União Soviética | 7  | 6  | 5  | 18 |
| 2     | Alemanha        | 6  | 1  | 2  | 9  |
| 3     | Estados Unidos  | 4  | 1  | 2  | 7  |
| 4     | Jamaica         | 2  | 1  |    | 3  |
| 5     | França          | 1  | 1  | 1  | 3  |
| 6     | China           | 1  | 1  |    | 2  |
|       | Quénia          | 1  | 1  |    | 2  |
| 8     | Suíça           | 1  |    | 1  | 2  |
| 9     | Argélia         | 1  |    |    | 1  |
|       | Bulgária        | 1  |    |    | 1  |
|       | Irlanda         | 1  |    |    | 1  |
| 12    | Espanha         |    | 3  | 1  | 4  |
| 13    | Roménia         |    | 2  | 3  | 5  |
| 14    | Grã-Bretanha    |    | 2  | 2  | 4  |
| 15    | Itália          |    | 1  | 3  | 4  |
|       | Cuba            |    | 1  | 3  | 4  |
| 17    | Austrália       |    | 1  |    | 1  |
|       | Marrocos        |    | 1  |    | 1  |
|       | Áustria         |    | 1  |    | 1  |
|       | Polónia         |    | 1  |    | 1  |
|       | Checoslováquia  |    | 1  |    | 1  |
| 22    | Canadá          |    |    | 2  | 2  |
| 23    | Nigéria         |    |    | 1  | 1  |
|       | Portugal        |    |    | 1  | 1  |
|       | Suécia          |    |    | 1  | 1  |
| TOTAL | TOTAL           | 26 | 26 | 28 | 80 |

Legenda
| Recorde mundial       | Recorde mundial (World record)               |                       | Recorde africano                      | Recorde africano (African) |                                           | Q | Classificado por posição (Qualified) |
| Recorde do campeonato | Recorde do campeonato (Championship record)  | Recorde da América    | Recorde da América (Americas)         | q                          | Classificado por melhor tempo (Qualified) |   |                                      |
| Melhor marca do ano   | Melhor marca do ano (World leading)          | Recorde asiático      | Recorde asiático (Asian)              | DNS                        | Não largou (Did not start)                |   |                                      |
| Recorde nacional      | Recorde nacional (National record)           | Recorde europeu       | Recorde europeu (European)            | DNF                        | Não terminou (Did not finish)             |   |                                      |
| Recorde pessoal       | Recorde pessoal do atleta (Personal best)    | Recorde da Oceania    | Recorde da Oceania (Oceania)          | DSQ / DQ                   | Desclassificado (Disqualified)            |   |                                      |
| Recorde da temporada  | Recorde da temporada do atleta (Season best) | Recorde sul-americano | Recorde sul-americano (South America) | NM                         | Sem marca (No mark)                       |   |                                      |